# Тукай (Аксубаевский район)
 Тукай  — деревня в Аксубаевском районе Татарстана. Входит в состав Трудолюбовского сельского поселения.

## География
Находится в южной части Татарстана на расстоянии приблизительно 13 км на юго-запад по прямой от районного центра поселка Аксубаево.

## История
Основана в 1930-х годах.

## Население
Постоянных жителей было: в 1938 году — 162, в 1949—129, в 1958—120, в 1970—114, в 1979 — 99, в 1989 — 62, в 2002 году 38 (татары 95 %), в 2010 году 33.